# Paolo Riccardi
Paolo Riccardi (Mompiano, 6 febbraio 1835 – Brescia, 9 febbraio 1910) è stato un politico italiano, ultimo sindaco del comune di Mompiano e sindaco facente funzione di Brescia nel settembre 1884.

## Biografia
Figlio di Carlo Riccardi e di Marietta Pontoglio, con i suoi fratelli sviluppò l'azienda della Pusterla sperimentando nuovi metodi di coltivazione. Nel 1875 fu tra i fondatori della Scuola di Agricoltura della Bornata, primo nucleo dell'attuale Istituto tecnico agrario statale Giuseppe Pastori, entrando nel suo consiglio d'amministrazione e rimanendovi fino alla morte. Ricoprì tantissimi ruoli inerenti allo sviluppo agricolo della provincia di Brescia: vicepresidente del Consorzio Agrario, presidente del Consorzio Antifilloserico, consigliere della Cattedra ambulante di agricoltura e membro della commissione provinciale del Catasto.
Politicamente vicino alla Sinistra e al gruppo locale facente capo a Giuseppe Zanardelli, dal 1864 al 1880 fu sindaco del comune di Mompiano. In quell'anno il comune suburbano venne incorporato a Brescia in qualità di frazione; alle elezioni amministrative generali del 12 settembre, fu eletto nel consiglio comunale cittadino in rappresentanza della circoscrizione elettorale della frazione mompianese. Nel 1883 divenne assessore nella giunta guidata dal sindaco Giuseppe Bonardi. Alle elezioni comunali parziali del 13 luglio 1884 il gruppo zanardelliano fu sconfitto e Bonardi si dimise il 1º settembre. Da quel momento Riccardi operò come sindaco facente funzione fino al 27 settembre, quando venne convocata una nuova seduta del consiglio nella quale venne eletta la "giunta di resistenza" guidata dal liberale moderato Francesco Caprioli.
Fu tra i fondatori del Credito Agrario Bresciano e ne fu presidente dal 1897 al 1908, rimanendo in seguito nel consiglio d'amministrazione della banca fino alla morte, sopraggiunta nel pomeriggio del 9 febbraio 1910.